# Eupithecia infestata
Eupithecia infestata är en fjärilsart som beskrevs av Swinhoe 1889. Eupithecia infestata ingår i släktet Eupithecia och familjen mätare. Inga underarter finns listade i Catalogue of Life.